# Volo Air India 245
Il volo Air India 245 era un collegamento civile internazionale di Air India operato dal Lockheed L-749 Constellation denominato Malabar Princess proveniente da Bombay e diretto a Londra e di cui si persero le tracce il 3 novembre 1950 mentre sorvolava il versante francese del Monte Bianco. Il relitto del velivolo fu trovato due giorni dopo, schiantato contro un picco roccioso durante l'avvicinamento all'aeroporto di Ginevra mentre percorreva la seconda tratta del volo Bombay-Il Cairo-Ginevra-Londra. Tutte le 48 persone a bordo rimasero uccise nell'incidente aereo, che fu il più grave occorso in Francia fino a quel tempo e il terzo più grave a coinvolgere un Lockheed Constellation.
Sedici anni dopo un altro aereo della Air India, impegnato nel volo 101 si schiantò non distante da quello stesso punto.

## Il velivolo
Il velivolo coinvolto nel disastro era un Lockheed L-749 Constellation soprannominato Malabar Princess con marche VT-CQP; l'aereo era uno dei tre Constellation consegnati alla Air India fra il marzo e il giugno 1948 che la compagnia aerea (all'epoca di proprietà della Tata Sons Ltd e partecipata al 49% dal Governo indiano) aveva intenzione di utilizzare sulla nuova tratta Bombay-Il Cairo-Ginevra-Londra che sarebbe stata inaugurata in quello stesso anno.
La tratta divenne quindi operativa nel giugno 1948 con tre Constellation: il Rajput Princess con marche VT-CQR, il Mughal Princess con marche VT-CQS e, appunto il Malabar Princess con marche VT-CQP.
Fu proprio il Malabar Princess ad inaugurare il nuovo servizio che dall'India collegava Londra; durante la tratta che finì in tragedia, il comandante del volo era il capitano Alan Saint, veterano dell'aeronautica britannica.
A bordo avevano preso posto quaranta marinai indiani che si sarebbero dovuti recare a Newcastle, in Inghilterra, per poi salpare verso gli Stati Uniti.

## L'incidente

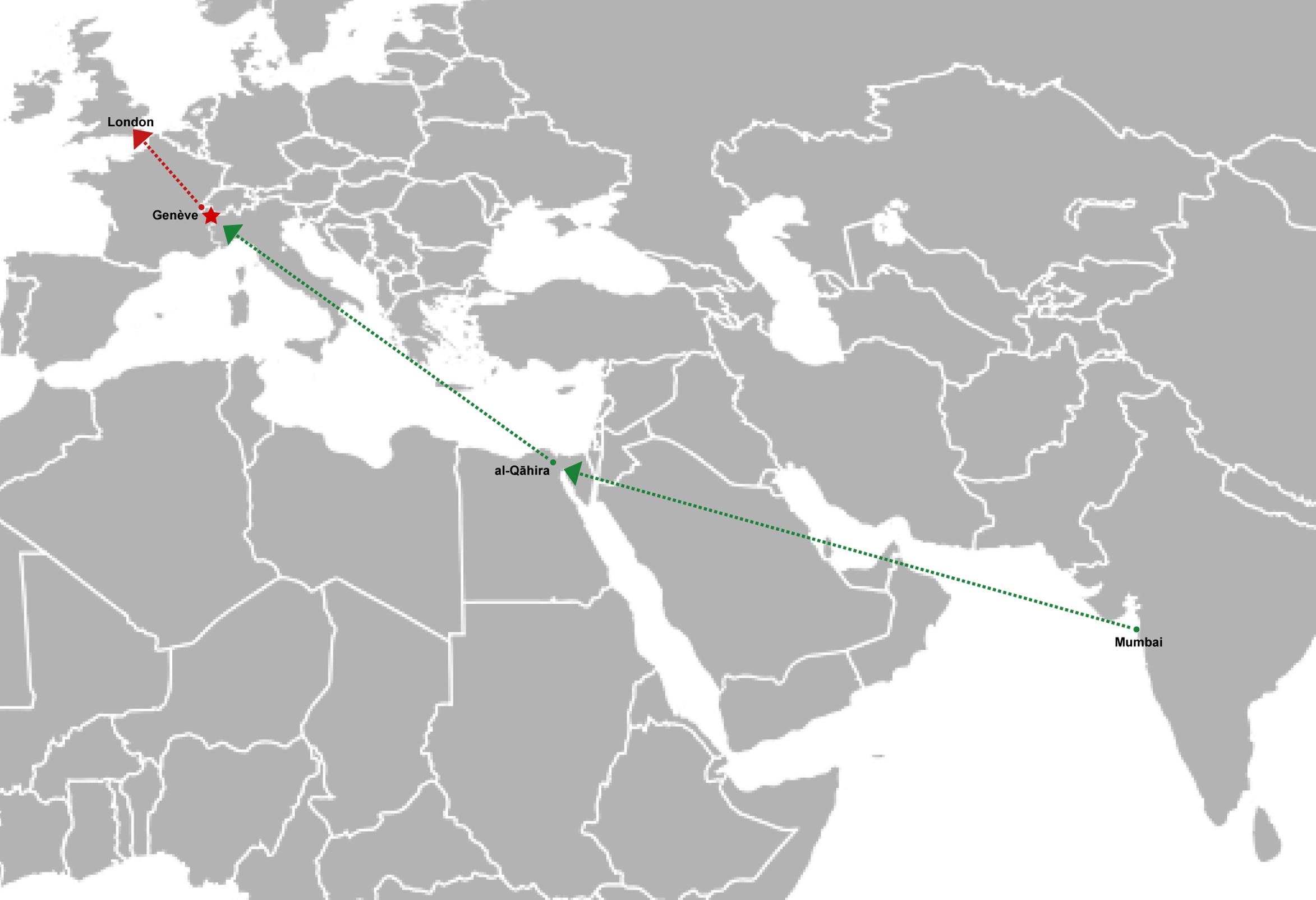
La rotta del volo 245 fra Bombay e Londra

Il Constellation era stato avvistato per l'ultima volta poco dopo le 10:30 nei cieli di Grenoble mentre l'ultima comunicazione radio del marconista con la torre di controllo di Ginevra-Cointrin era stata effettuata qualche minuto prima quando l'aereo, a 25 chilometri a nord-ovest di Grenoble, stava sorvolando Voiron ad un'altitudine di più di 5 000 m;
poco dopo il Malabar Princess si schiantò a una quota di 4677 m s.l.m. contro il Rocher de la Tournette, una spalla rocciosa del versante francese del Monte Bianco.

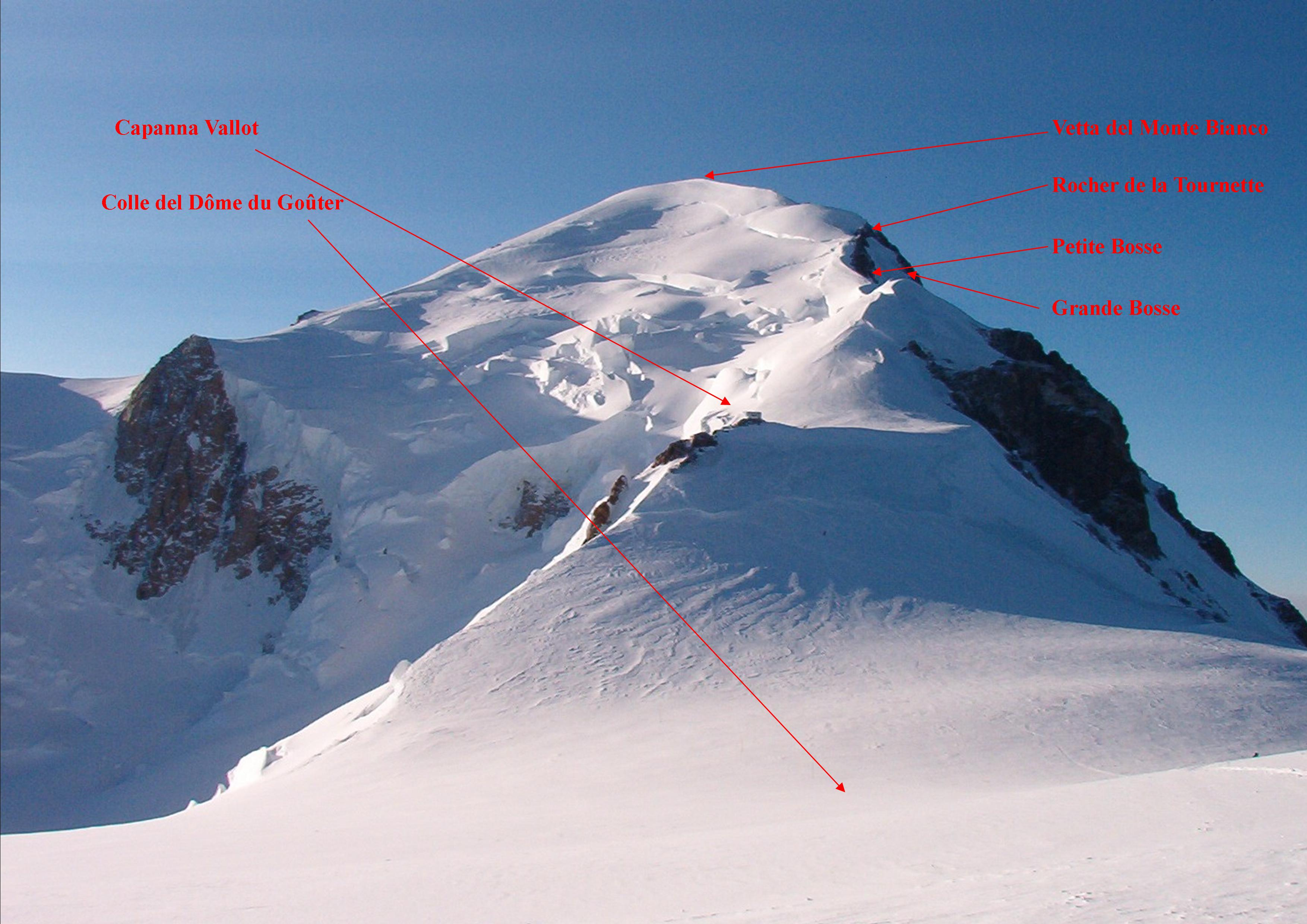
Versante francese del Monte Bianco con indicato il Rocher de la Tournette e la Capanna Vallot.

Sulla zona dell'incidente e nei giorni successivi le condizioni atmosferiche erano particolarmente sfavorevoli con vento forte e visibilità molto limitata.

## Ricerche e soccorsi
I soccorsi furono allertati a tre ore dall'ultima comunicazione radio ma, a causa di una forte nevicata che stava imperversando sulle montagne, non poterono essere inviate squadre di ricerca. Solo la domenica successiva, con il miglioramento delle condizioni meteo, un Dakota della Swissair riuscì a individuare la carlinga del Malabar Princess con le ali staccate, sul versante italiano del massiccio, poco sotto all'Aiguille du Goûter, a circa 400 metri dal Rifugio Vallot. Il lunedì mattina fu effettuata una nuova ricognizione aerea che individuò il resto del relitto, scivolato per più di mille metri sul versante francese dell'Aiguille du Goûter. 
Il 6 novembre, nel tentativo di portare soccorso a eventuali superstiti, la guida alpina di Chamonix René Payot, di quarant'anni, cadde in un crepaccio e venne sommerso da sei metri di neve; il corpo fu recuperato tre ore dopo e l'uomo divenne così la quarantasettesima vittima della tragedia.
L'8 novembre cinque guide alpine riuscirono a raggiungere i resti del velivolo, dopo una complessa ascesa in mezzo alla bufera e al vento che a malapena permetteva loro di camminare; riferirono che, secondo loro, l'aereo avrebbe urtato la roccia per poi esplodere dato che i corpi trovati a bordo risultavano irriconoscibili, in parte carbonizzati e «tutti sfracellati e a pezzi». Le stesse cinque guide furono in grado di recuperare e riportare a valle 60 chili di posta ritrovati nel relitto del Malabar Princess.

## Parti del relitto ritrovate negli anni successivi
Il relitto non venne mai rimosso a causa della sua posizione in una zona difficile da raggiungere; negli anni successivi riaffiorarono resti umani, oggetti e componenti del velivolo. In particolare nel 1978 scivolarono a valle delle lettere trasportate dal Malabar Princess che furono recapitate ventotto anni dopo il disastro; nel 1986 l'alpinista Christian Mollier ritrovò una ruota proveniente dal carrello di atterraggio. Nel settembre 2013 venne rinvenuta una cassetta contenente smeraldi, zaffiri e rubini; venne ipotizzato che si trovasse a bordo del Malabar Princess o del volo 101, precipitato nello stesso luogo nel 1966.

## Il volo 245 nei media
- L'incidente del Malabar Princess ha ispirato il romanzo del 1952 La neve a lutto (La Neige en deuil) dello scrittore francese Henri Troyat.
- Dal romanzo di Troyat è stato tratto, nel 1956, il film La montagna (The Mountain), con Spencer Tracy e Robert Wagner.
- Ne Il favoloso mondo di Amélie (Le fabuleux destin d'Amélie Poulain), film del 2001, la protagonista legge sul giornale del ritrovamento casuale, sul Monte Bianco, da parte di alcuni alpinisti, di un sacco postale appartenuto al Malabar Princess precipitato 40 anni prima. Approfitta dell'occasione per confezionare un falso, e far recapitare alla portinaia dello stabile in cui abita, rimasta vedova, l'ultima lettera d'amore del marito, come se fosse stata ritrovata in quella circostanza.
- Nel film del 2004, Malabar Princess (inedito in Italia), due ragazzi che vivono alle pendici del Monte Bianco decidono di scalare la montagna per cercare il relitto di un aereo.